# Moro con vassoio
Moro con vassoio è uno degli affreschi eseguiti da Giambattista Tiepolo per la foresteria della Villa Valmarana "Ai Nani" di Vicenza. Si trova nella Stanza del Carnevale.

## Descrizione
A prestare il volto all'attempato cameriere nero, che si trova col vassoio nelle mani su uno scalone reso in modo da sembrare reale (si tratta dunque di un esempio di trompe-l'œil), sarebbe lo stesso modello che molti anni prima, da giovane, aveva posato sempre per Giambattista Tiepolo nel dipinto Alessandro e Campaspe nello studio di Apelle, impersonando anche in quel caso un domestico.
Secondo alcuni critici Moro con vassoio sarebbe invece opera del figlio di Giambattista, Giandomenico Tiepolo, al quale sicuramente si devono quasi tutti gli affreschi della foresteria, mentre quelli dell'edificio principale vanno attribuiti a entrambi gli artisti.